# Ото фон Бюрен (епископ)
Ото фон Бюрен също Ото фон Хоенщауфен (на немски: Otto von Büren; също Otto von Hohenstaufen; † 3 август 1100) от благородническия род Хоенщауфен е от 1083/1084 до 1100 г. епископ и имперски граф на Страсбург по времето на император Хайнрих IV и папите Григорий VII, Виктор III, Урбан II и Паскалий II.

## Живот
Той е син на Фридрих фон Бюрен (* 1020, † сл. 1053), пфалцграф в Швабия, и съпругата му Света Хилдегард фон Егисхайм (* 1028, † 1094/1095), дъщеря на граф Герхард III фон Егисхайм-Дагсбург. Майка му е по баща племеница на папа Лъв IX. Брат е на Лудвиг († 1103), от 1094 г. пфалцграф в Швабия, а Фридрих I († 1105), от 1079 г. херцог на Швабия.
Както брат му Фридрих I той е на страната на император Хайнрих IV против папа Григорий VII.
Ото се включва в групата на херцога на Долна Лотарингия Годфроа дьо Буйон и отива с него в Светите земи (Първи кръстоносен поход). След завладяването на Йерусалим той се връща в родината си през 1099 г. Ото получава титлата имперски княз. Той умира на 3 август 1100 г.